# Eriospermum volkmanniae
Eriospermum volkmanniae är en sparrisväxtart som beskrevs av Moritz Kurt Dinter. Eriospermum volkmanniae ingår i släktet Eriospermum och familjen sparrisväxter. Inga underarter finns listade i Catalogue of Life.